# Hans-Joachim Jabs
Hans-Joachim Jabs (ur. 14 listopada 1917 w Lubece; zm. 26 października 2003 w Lüdenscheid) – niemiecki pilot myśliwski.

## Kariera wojskowa
W grudniu 1936 został wcielony do Luftwaffe. W marcu 1938 został pilotem bombowym w I./KG 253. Jesienią tego samego roku został przeniesiony do jednostki niszczycielskiej I(Z)/JG 144, która została przemianowana na II./ZG76. Latając na Messerschmcie Bf 110C podczas kampanii francuskiej zestrzelił 7 samolotów, a podczas bitwy o Anglię: 12. 1 października został odznaczony Krzyżem Rycerskim Krzyża Żelaznego. W maju 1941 w składzie 6/ZG 76 walczył nad Kretą. Od listopada 1941 roku był nocnym pilotem 9./NJG 3, a następnie NJG 1. 3 sierpnia 1943 roku odniósł 40. zwycięstwo powietrzne. W tym samym miesiącu został mianowany dowódcą IV./NJG. 1 marca został dowódcą NJG 1. 24 marca otrzymał Liście Dębu do Krzyża Rycerskiego. Odniósł 50 zwycięstw, w tym 28 w nocy. Po wojnie został biznesmenem.

## Odznaczenia
- Krzyż Rycerski Krzyża Żelaznego z Liśćmi Dębu
  - Krzyż Rycerski – 1 października 1940
  - Liście Dębu (nr 430) – 24 marca 1944
- Krzyż Niemiecki w Złocie – 31 sierpnia 1943
- Krzyż Żelazny I Klasy
- Krzyż Żelazny II Klasy
- Puchar Honorowy Luftwaffe – 23 marca 1943